# 近世日本国民史
『近世日本国民史』（きんせいにほんこくみんし）は、大正期の1918年から第二次世界大戦後の、昭和中期の1952年にかけて徳富蘇峰が著した、近世（安土桃山時代と江戸時代）以降の日本の通史。全100巻。

## 概要
織田信長の時代から豊臣政権、江戸時代、幕末・維新期、西南戦争までを綴ったもの。多くの資料を駆使して書かれており、個人編著の歴史書としては、近代期の世界でも屈指の規模とされる。全巻のうち7割が幕末・維新期（ペリー来航から西南戦争まで）の記述にあてられている。この業績が評価され、徳富蘇峰は1923年に帝国学士院から恩賜賞を授与された。
蘇峰は1918年、『国民新聞』に連載を開始し、同年『織田氏時代 前篇』を刊行した。以後、太平洋戦争終結の1945年までに、第76巻『明治天皇御宇史 15』までを刊行した（各・民友社より）。占領下では公職追放になったこともあり、一時執筆作業を中断し、1951年に再開した。
維新の三傑の木戸孝允の病死、西郷隆盛の戦死、大久保利通の暗殺までを描く最終巻の『明治時代』を脱稿したのは1952年と、34年をかけた文字通り畢生の大著になった。

## 背景
蘇峰は若い頃から歴史家として著述活動を目指しており、多くの貴重文献を購い、民友社時代（1893年）に革命家の志士として捉えた『吉田松陰』を著し、竹越三叉（『新日本史』、『二千五百年史』）・山路愛山（『足利尊氏』）・三宅雪嶺（『同時代史』）と並ぶ、在野の「史論史学」の歴史家として名を馳せたが、明治天皇崩御をきっかけに、一大叢書の編纂を思い立ったという。つまり、本来蘇峰がこの『近世日本国民史』を書こうとした動機は、「明治天皇の時代史」を書くことにあった。明治天皇の時代を書くためには孝明天皇の時代を書かなければならず、孝明天皇の時代を書くためには徳川時代を、徳川時代を書くためには織田・豊臣の時代を書かなければならないと考え、織田・豊臣の時代からの歴史書を書くことを決意した。この構想をもって、蘇峰が『近代日本国民史』の大著の著述に着手したのは、蘇峰56歳の時であった。
言論人・論客として伊藤博文や山縣有朋、桂太郎らと終生親しく接した経験（また編者代表として彼らの公的伝記を編んだ）が参考になり、信長、秀吉、家康ら英傑の心事を推し量ることができた、とも語っている。
蘇峰は執筆当初、頼山陽の『日本外史』（22巻、800ページ）を目標としていた。しかし結果的に全100巻、総ページ数が4万2,468ページとその四五倍にわたる大作となった。
平泉澄は『解説近世日本国民史』で、司馬遷の史記に感嘆し、ギボンのローマ衰亡史を愛讀し、乃至ギーゼブレヒト（ランケの高弟）のドイツ帝国史を喜ぶ者は、今や蘇峰翁の近世日本国民史の完成に驚嘆し随喜するに違いない、と最大限の賛辞をおくっている。

## 内容
『近世日本国民史』の構成は、
- 緒論…織田豊臣時代〔10巻〕
- 中論…徳川時代〔19巻〕・孝明天皇の時代〔32巻〕
- 本論…明治天皇時代の初期10年間〔39巻〕

の計100巻となっており、とくに幕末期の孝明天皇時代に多くの巻が配分されている。

## 書誌
蘇峰没後の1960年から1966年に、時事通信社で全100冊・別冊2（平泉澄校訂、総索引、附図）が刊行された（新装版1969年刊）。
講談社学術文庫で1979-84年および1991-96年に、題名を一部変更し50冊分が再刊された。
講談社刊行版は全点品切を経て電子書籍化され、電子出版とPOD版で購入可能。

## 関連文献
- 杉原志啓『蘇峰と『近世日本国民史』--大記者の「修史事業」』都市出版、1995年7月。ISBN 4-924831-21-2